# Campeonato Mundial de Natação em Piscina Curta de 1993
O Campeonato Mundial de Natação em Piscina Curta de 1993 foi a primeira edição do Campeonato Mundial de Natação em Piscina Curta. Foi realizado na cidade de Palma de Mallorca, na Espanha, de 2 a 5 de dezembro.

## Quadro de Medalhas
| #  | País           | Gold. | Silver. | Bronze. | Total |
| -- | -------------- | ----- | ------- | ------- | ----- |
| 1  | China          | 10    | 4       | 1       | 15    |
| 2  | Estados Unidos | 7     | 6       | 8       | 21    |
| 3  | Austrália      | 4     | 9       | 8       | 21    |
| 4  | Reino Unido    | 3     | 2       | 3       | 8     |
| 5  | Brasil         | 2     | 1       | 1       | 4     |
| 6  | Alemanha       | 1     | 3       | 2       | 6     |
| 7  | Finlândia      | 1     | 1       | 1       | 3     |
| 8  | Canadá         | 1     | 0       | 1       | 2     |
|    | Suécia         | 1     | 0       | 1       | 2     |
| 10 | Croácia        | 1     | 0       | 0       | 1     |
|    | França         | 1     | 0       | 0       | 1     |
| 12 | Polónia        | 0     | 1       | 2       | 3     |
| 13 | Itália         | 0     | 1       | 0       | 1     |
|    | Japão          | 0     | 1       | 0       | 1     |
|    | Moldávia       | 0     | 1       | 0       | 1     |
|    | Países Baixos  | 0     | 1       | 0       | 1     |
|    | Nova Zelândia  | 0     | 1       | 0       | 1     |
|    | Espanha        | 0     | 1       | 0       | 1     |
| 19 | Bélgica        | 0     | 0       | 1       | 1     |
|    | Cuba           | 0     | 0       | 1       | 1     |
|    | Rússia         | 0     | 0       | 1       | 1     |

## Resultados
| Evento            | Ouro                                                                      | Tempo      | Prata                   | Tempo    | Bronze                                                                 | Tempo    |
| Livre             |                                                                           |            |                         |          |                                                                        |          |
| 50 m Masculino    | Mark Foster                                                               | 21.84      | Bin Hu                  | 21.93    | Robert Abernethy                                                       | 21.97    |
| 50 m Feminino     | Jingyi Le                                                                 | 24.23 WR   | Angel Martino           | 24.93    | Linda Olofsson                                                         | 25.21    |
| 100 m Masculino   | Fernando Scherer                                                          | 48.38      | Gustavo Borges          | 48.42    | Jon Olsen                                                              | 48.49    |
| 100 m Feminino    | Jingyi Le                                                                 | 53.01 WR   | Angel Martino           | 53.30    | Karen Pickering                                                        | 54.39    |
| 200 m Masculino   | Antti Kasvio                                                              | 1:45.21    | Trent Bray Artur Wojdat | 1:45.53  | Nenhuma                                                                |          |
| 200 m Feminino    | Karen Pickering                                                           | 1:56.25    | Susie O'Neill           | 1:57.16  | Bin Lu                                                                 | 1:57.71  |
| 400 m Masculino   | Daniel Kowalski                                                           | 3:42.95    | Antti Kasvio            | 3:42.98  | Paul Palmer                                                            | 3:45.07  |
| 400 m Feminino    | Janet Evans                                                               | 4:05.64    | Trina Jackson           | 4:07.49  | Julie Majer                                                            | 4:07.91  |
| 800m Feminino     | Janet Evans                                                               | 8:22.43    | Julie Majer             | 8:26.46  | Trina Jackson                                                          | 8:27.50  |
| 1500 m Masculino  | Daniel Kowalski                                                           | 14:42.04   | Jörg Hoffmann           | 14:53.09 | Piotr Albinski                                                         | 14:53.97 |
| 4x100 m Masculino | Brasil Fernando Scherer Teófilo Ferreira Gustavo Borges José Carlos Souza | 3:12.11 WR | Estados Unidos          | 3:12.68  | Rússia                                                                 | 3:15.56  |
| 4x100 m Feminino  | China Bin Lu Ying Shan Yuanyuan Jia Jingyi Le                             | 3:35.97 WR | Suécia                  | 3:39.41  | Estados Unidos                                                         | 3:40.40  |
| 4x200 m Masculino | Suécia Christer Wallin Tommy Werner Lars Frölander Anders Holmertz        | 7:05.92    | Alemanha                | 7:08.63  | Brasil Gustavo Borges Teófilo Ferreira José Carlos Souza Cassiano Leal | 7:09.36  |
| 4x200 m Feminino  | China Ying Shan Guanbin Zhou Jingyi Je Bin Lu                             | 7:52.45    | Austrália               | 7:56.52  | Estados Unidos                                                         | 8:02.99  |
| Costas            |                                                                           |            |                         |          |                                                                        |          |
| 100 m Masculino   | Tripp Schwenk                                                             | 52.98      | Martin Harris           | 53.93    | Rodolfo Falcon                                                         | 54.00    |
| 100 m Feminino    | Angel Martino                                                             | 58.50 WR   | Cihong He               | 1:00.13  | Elli Overton                                                           | 1:00.18  |
| 200 m Masculino   | Tripp Schwenk                                                             | 1:54.19    | Luca Bianchi            | 1:55.09  | Stefaan Maene                                                          | 1:54.88  |
| 200 m Feminino    | Cihong He                                                                 | 2:06.09 WR | Yuanyuan Jia            | 2:07.95  | Cathleen Rund                                                          | 2:09.59  |
| Peito             |                                                                           |            |                         |          |                                                                        |          |
| 100 m Masculino   | Phil Rogers                                                               | 59.56      | Ron Dekker              | 59.95    | Seth Van Neerden                                                       | 1:00.08  |
| 100 m Feminino    | Guohong Dai                                                               | 1:06.58 WR | Linley Frame            | 1:07.65  | Samantha Riley                                                         | 1:07.77  |
| 200 m Masculino   | Nick Gillingham                                                           | 2:07.91 ER | Phil Rogers             | 2:08.32  | Eric Wunderlich                                                        | 2:08.49  |
| 200 m Feminino    | Guohong Dai                                                               | 2:21.99 WR | Hitomi Maehara          | 2:24.45  | Samantha Riley                                                         | 2:24.75  |
| Borboleta         |                                                                           |            |                         |          |                                                                        |          |
| 100 m Masculino   | Miloš Milošević                                                           | 52.79      | Mark Henderson          | 52.92    | Rafał Szukała                                                          | 52.94    |
| 100 m Feminino    | Susie O'Neill                                                             | 59.19      | Limin Liu               | 59.24    | Kristie Krueger                                                        | 59.53    |
| 200 m Masculino   | Franck Esposito                                                           | 1:55.42    | Christian Keller        | 1:55.75  | Chris-Carol Bremer                                                     | 1:56.86  |
| 200 m Feminino    | Limin Liu                                                                 | 2:08.51    | Susie O'Neill           | 2:09.08  | Petria Thomas                                                          | 2:09.40  |
| Medley            |                                                                           |            |                         |          |                                                                        |          |
| 200 m Masculino   | Christian Keller                                                          | 1:56.80    | Fraser Walker           | 1:58.35  | Curtis Myden                                                           | 1:59.27  |
| 200 m Feminino    | Allison Wagner                                                            | 2:07.79 WR | Guohong Dai             | 2:09.21  | Elli Overton                                                           | 2:10.51  |
| 400 m Masculino   | Curtis Myden                                                              | 4:10.41    | Sergey Mariniux         | 4:11.96  | Petteri Lehtinen                                                       | 4:12.30  |
| 400 m Feminino    | Guohong Dai                                                               | 4:29.00 WR | Allison Wagner          | 4:31.76  | Julie Majer                                                            | 4:37.50  |
| 4x100 m Masculino | Estados Unidos Tripp Schwenk Eric Wunderlich Mark Henderson Jon Olsen     | 3:32.57 WR | Espanha                 | 3:36.92  | Reino Unido                                                            | 3:37.27  |
| 4x100 m Feminino  | China Jingyi Le Chihong He Limin Liu Guohong Dai                          | 3:57.73 WR | Austrália               | 4:00.17  | Estados Unidos                                                         | 4:01.30  |